# Rifle Richmond
O Rifle Richmond ("Richmond rifle") era um mosquete estriado de três cintas produzido no calibre .58" desde o final de 1861 no Richmond Arsenal, na cidade de Richmond, Virgínia, para uso pelo Exército dos Estados Confederados durante a Guerra Civil Americana até a captura e destruição desse arsenal pelas forças da União.
Nota: o termo em inglês "Rifle" aqui, se refere ao fato do projeto desse mosquete já prever o estriamento ("rifling" em inglês) do cano, portanto ele já saía da fábrica com o cano estriado. Não tendo nada a ver a denominação, com o porte, dimensões ou aparência desse modelo.

## Antecedentes
No início da Guerra Civil Americana, a Confederação sofria de falta de recursos com capacidade para produzir armas portáteis. A Virgínia apropriou fundos em janeiro de 1860 para modernizar o prédio do "Old State Armory" em Richmond com maquinário para fabricação de armas produzidos na Inglaterra; mas o confronto em Fort Sumter deu início ao "Bloqueio da União" que impediu a entrega das máquinas. Em 1861, a Confederação capturou a cidade de Harper's Ferry, controlada pela União, no oeste da Virgínia, e do Harpers Ferry Armory, lá localizado, tomou posse do maquinário usado para fabricar os mosquetes Springfield Model 1855.
As tropas confederadas capturaram 33.993 coronhas de nogueira preta com o maquinário. O maquinário e as coronhas foram enviados
pela "Winchester and Potomac Railroad (W&P)" para Winchester, Virginia, onde foi transferido por carroças sobre o Valley Pike para ser recarregado na "Manassas Gap Railroad (MGRR)" em Strasburg, Virginia para entrega em Richmond.
O maquinário relativo ao processo de estriamento foi transferida para o Fayetteville Arsenal.

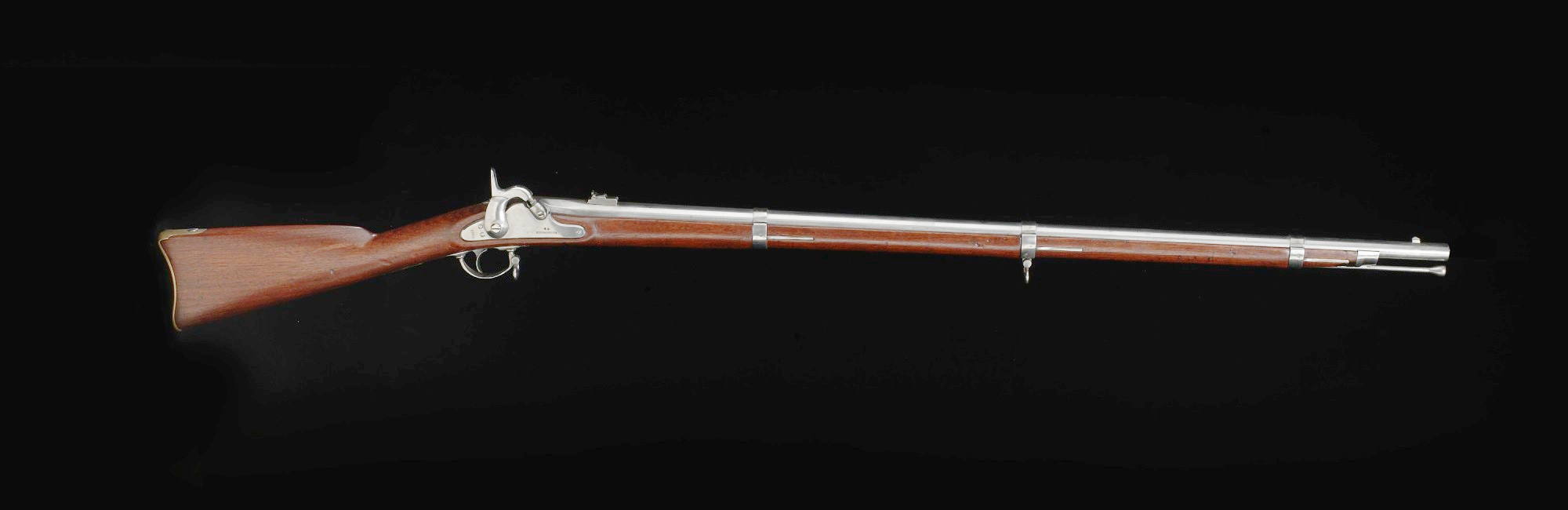
O "Richmond Rifle" produzido no "Richmond Armory".

## Histórico de produção
O edifício "Old State Armory" com o maquinário vindo de Harpers Ferry foi transferido para o controle dos Estados Confederados em junho de 1861. A produção de rifles Richmond começou em outubro de 1861, mantendo a forma geral do Springfield Model 1855, mas sem o mecanismo de espoleta de fita Maynard e o Patch box. A fresadora do mecanismo de ação foi modificada em março de 1862 para tornar o encaixe com a coronha mais fácil, reduzindo a protuberância remanescente do mecanismo da espoleta Maynard que nunca foi utilizado no "Rifle Richmond". Soleiras de ferro forjado foram substituídas por soleiras de latão no mesmo período. A maioria dos rifles confederados também diferia dos rifles da União em que eram baseados, por uma mira traseira diferente e uma proteção próxima à boca do cano também de latão.
O maquinário para produção de coronhas das armas foi movido para o sul em resposta aos avanços da União; e tornou-se operacional no antigo depósito ferroviário em Macon, Geórgia, em outubro de 1862. As coronhas acabadas foram enviadas para Richmond por trem. O Richmond Armory iniciou a produção de uma carabina de cavalaria em novembro de 1862, reduzindo o comprimento do cano para 25 polegadas (635 milímetros) e o comprimento total para 41 polegadas (1 040 milímetros). A produção de coronhas de armas em Macon atingiu o pico de dois mil por mês em abril de 1863. Foram feitas tentativas de obter coronhas brutas na Carolina do Norte quando o estoque de coronhas capturadas se esgotou, mas simpatizantes da União queimaram a serraria da Carolina do Norte. O maquinário de coronhas de armas foi evacuado de Macon para evitar a marcha para o mar de Sherman. A produção em Richmond mudou para um rifle curto de 49 polegadas (1 240 milímetros) e cano de 33 polegadas (838 milímetros) para usar pedaços mais curtos de madeira considerados inadequados para rifles de comprimento normal até que o suprimento de madeira cessou interrompendo a produção em janeiro de 1865.

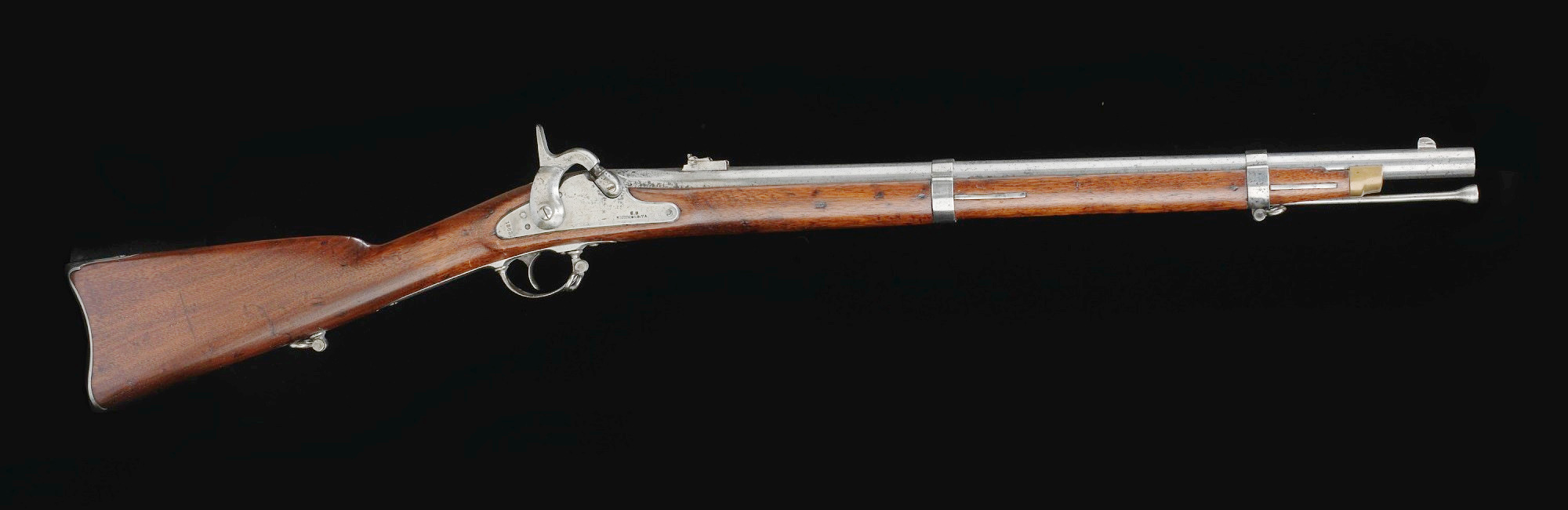
A "Richmond Carbine" produzida no "Richmond Armory".